# De Straatremixes Deel 2
De Straatremixes Deel 2 is het vervolg op de mixtape De Straatremixes, deel twee van de trilogie mixtapes van de Nederlandse rapformatie D-Men.

## Albumoverzicht
| Nr. | Titel                      | Lengte | Rappers                                      |
| --- | -------------------------- | ------ | -------------------------------------------- |
| 1   | Intro                      | 2:30   | DJ Timor & Lange Frans                       |
| 2   | Kont 101                   | 3:55   | Lange Frans, Joanne, Brutus, Baas B & DJ MBA |
| 3   | Kaal Of Kammen (remix)     | 1:59   | Lange Frans & Baas B                         |
| 4   | Dubbel Genaaid             | 3:20   | Negativ & Baas B                             |
| 5   | In De Club                 | 4:14   | Brace & Baas B                               |
| 6   | Bow Wow                    | 1:27   | Yes-R & Darryl                               |
| 7   | Lange's Korte Mededeling   | 2:42   | Lange Frans                                  |
| 8   | De Auditie                 | 1:44   | Riza                                         |
| 9   | Je Bent Geen Tijger        | 3:31   | Lange Frans, Brutus, Negativ & Baas B        |
| 10  | Jij Ziet Er Niet Uit (Moe) | 4:28   | Big Boi Caprice, Negativ & DJ MBA            |
| 11  | Bloedheet                  | 3:47   | The Opposites, Negativ & Brutus              |
| 12  | Bij Mij In De Buurt        | 5:21   | Tim, Lange Frans, Baas B & Rooie Fred        |
| 13  | Waar Is Oost               | 1:57   | Soesi B                                      |
| 14  | 21 Vragen                  | 3:24   | Yes-R & Brace                                |
| 15  | Drop Drop                  | 4:19   | Brutus, Negativ & C-Ronic                    |
| 16  | Zuip Anthem                | 3:26   | Lange Frans, Negativ & Baas B                |
| 17  | Mammie                     | 3:40   | Lange Frans & Baas B                         |
| 18  | Niet Fokken                | 4:46   | Brutus, C-Ronic, Yes-R, Negativ & Brace      |
| 19  | Supervisie (snippet)       | 1:45   | Lange Frans & Baas B                         |